# DECUS
DECUS (Digital Equipment Computer Users' Society) es una asociación independiente de usuarios de Hewlett-Packard y HP Partners. La asociación de miembros, fundada en Múnich, Alemania, forma parte de la asociación mundial de usuarios de Hewlett-Packard en Alemania y Austria. Tiene alrededor de 7500 miembros, principalmente del sistema, la red y las aplicaciones, así como los administradores de tecnología de la información (IT Managers).

## Actividades
Promueve el intercambio de información y saber cómo utilizar HP entre sus miembros, fabricantes y socios. La asociación apoya a sus miembros en la representación de sus propios intereses en contra de los socios y HP, ayuda con la resolución de problemas y facilita la formación de opinión y de la formación avanzada mediante la organización de eventos. 
Dentro de la sociedad de usuarios de HP DECUS abarca una variedad de temas. Por eso se crearon grupos de intereses especiales (SIG). Cada SIG tiene un portavoz y se encarga de exposiciones temáticas.
- Infraestructura.
- Sistemas operativos.
- Gestión de IT.

Además para una mejor organización, creó grupos locales de usuarios (LUG) para atender a los usuarios y a los miembros. Existen varios LUG en Estados Unidos.

## Historia
DECUS Digital Equipment fue la sociedad de la computadora del usuario, un grupo de usuarios de computadoras de Digital Equipment Corporation. Tanto los miembros que adquirieron los equipos DEC como las compañías y las organizaciones; muchos de los miembros era programadores que escribieron el código de las máquinas o administradores que gestionaban sistemas de DEC. Decus fue fundada en 1961.
Decus era parte de la Digital Equipment Corporation subvencionada por éstos pero, dirigida por voluntarios. El personal no podía unirse a Decus pero sí que podía participar en las actividades que DECUS organizaba. DEC a su vez, se basó en DECUS para comunicarse con sus clientes.
DECUS tuvo gran importancia en el desarrollo de videojuegos en América del Norte en los años 70. Títulos como La Aventura Original, de William Crowther, o Dungeon, de Gregory Yob, sentaron las bases de la industria de los videojuegos. Uno de los primeros juegos interactivos multiusuarios, Mtrek (MultiTrek), también fue distruido por DECUS. Los principales títulos de juegos Zork inclusive fueron popularizados por DECUS.
En 1998, Compaq adquirió Digital, y DECUS se convirtió en un grupo de usuarios de Compaq. En el 2000, DECUS de Estados Unidos se incorporó como grupo de usuarios independientes Encompass. En el 2002, Hewlett-Packard adquirió Compaq, y DECUS se convirtió en una sociedad de usuarios de HP.